# 中国共产党浙江省委员会
中国共产党浙江省委员会，简称中共浙江省委、浙江省委，是中国共产党在浙江省的领导机关，成立于1927年。目前，王浩担任该委员会书记，刘捷、王成担任该委员会副书记。

## 历史

### 建国前
1927年4月下旬，中国共产党在武汉召开第五次全国代表大会，浙江省赵济猛、王家谟等人出席了大会，会后决定在江苏、浙江、湖北等省成立省委。1927年5－6月间，中共浙江省委正式成立，书记：庄文恭；组织部：张叔平；宣传部：赵济猛；农民部：卓兰芳；工人部：张叔平(兼)；妇女部：邬因明。1927年7月，中共浙江省委组织部被敌人破坏，张叔平被捕，搜去关于调查四一二政变中党员被捕、遇害、失踪等统计资料。随后，秘书马吉良也被捕。张叔平被捕后，组织部主任即由王家谟担任。工人部主任，八月下旬始由陈之一担任。1927年7月24日，王家谟代表中共浙江省委署名的《七月份报告书》，向中共中央报告了省委成立后的组织情况：当时各县、市委先后成立者，只三处；其他各县有党的组织者，本来有三十二县；现在七县同志被捕光或逃亡，只剩二十五县。省委本身尚属健全，分组织、宣传、农民、工人、妇女五部与秘书处，唯组织部及秘书处负责人已被捕。各县、市委则因活动分子正在变更。同年8月，庄文恭赴上海向邓中夏（当时邓为中央代表，驻在上海）汇报省委成立后的工作和张叔平、马吉良两人的被捕情况。
1927年8月24日，庄文恭向中共中央政治局写信，要求辞去中共浙江省委书记职务。同一天里，庄文恭还与邓中夏联名向中共中央提交了一份《浙江省委书记和各部委名单》。自庄文恭辞职问题离杭赴沪后，中共浙江省委书记由王家谟代理。不久，中共浙江省委妇女部主任邬因明辞职，妇运工作由常委负责。这时，浙江省委常委由王家谟（组织、代理书记）、赵济猛（宣传）、陈之一（职工）、卓兰芳（农民）四人组成。
1927年9月下旬，中共中央派张秋人来浙接替庄文恭的工作。因八七会议期间中共江苏省委机关被国民政府破获，陈延年被捕牺牲，中共中央经过研究，决定调邓中夏担任江苏省委书记，故邓未曾来浙江。9月27日，中央改派王若飞来浙改组。当日晚上，召开了在杭活动分子大会，改选浙江省委，会议推定陈之一、章松寿、林居等三同志为主席团，中央特派员王若飞作了政治报告，庄文恭要组织部王亦政代为报告浙江党务及过去工作。王亦政在报告中陈述浙江省委的不健全，党的组织涣散和机会主义病，活动人材的缺乏，党的经费的困难，工作很少成绩可言等。当晚选出正式委员十一人：张秋人、江少怀、林居、陈之一、王家谟、卓兰芳、石爱云、卓恺泽、沈乐山、贝介夫、罗家驹。候补委员五人：俞伯良、骆林、沈资田、章松寿、梁茂康。九月二十八日，省委召开全体委员会议，作了分工，书记兼宣传部：张秋人；组织部：王家谟；农民部：卓兰芳；职委：陈之一；妇女部：石爱云；秘书长：江少怀；军事部：贝介夫。常务委员由张秋人、王家谟、陈之一、贝介夫、卓兰芳五人组成。
1927年9月28日，张秋人去三潭印月，被黄埔军校学生发觉而遭逮捕（张秋人曾在黄埔军校担任过政治教官）。1928年2月8日，张秋人被杀害。张秋人被捕当日下午，中共浙江省委召开紧急会议，决定：一、省委负责人，请中央即派人来，未派来前由陈之一兼代；二、农民部工作，卓兰芳未来前，由王家谟同志兼理。为了集中党的领导，省委在这一时期里，将全省划分为十一个市委或县委。到九月份，建立正式县、市委的有杭州、宁波、湖州、绍兴、嘉兴、建德、奉化七处；建立临时县委的计有永康、武义、诸暨、宁海、兰溪、萧山、海宁等七处；建立独支的有金华、义乌、海门、临海、温州、衢州、江山、东阳、富阳等处。
张秋人被捕不久，中共浙江省委军事部长贝介夫组织“红色恐怖队”，胡友生担任队长，贝介夫任指挥，负责暗杀与发动丝厂大罢工。但红色恐怖队大量成员被捕杀害，其中包括省委王家谟、省委特派员周定、郑敬衡、省委宣传部长赵济猛、军事部长贝介夫等。此外，沈乐山、项志成、曹阿堂、葛汉臣、赵济猛、樊仲甫、胡友生等，均经浙江省特种刑事法庭判决杀害。1927年12月，杭州党组织第二次遭到破坏，县委委员多数被捕。1928年3月，宁波又被捕去同志十人。前后被捕已死难者二十五人，在狱同志约计三百人。
1928年3月14日至16日，中共浙江省委在上海召开省委扩大会议，听取了中央代表周恩来所作的全国政治状况报告，讨论了当前浙江政治状况及党的政治任务、组织问题，通过了《关于改造党的组织决议案》等决议，改组了省委：夏曦任书记，张松生、邵亦民、卓兰芳为常委，张静三、龙大道、卓阿德、俞伯良、梅电龙、任旭为委员，陈兆龙为候补委员。4月1日，中共浙江省委机关由宁波迁回杭州。5月，由于夏曦赴莫斯科参加中国共产党第六届全国代表大会而离开浙江，中共中央对浙江省委成员作了调整充实，决定由卓兰芳任省委书记，同时增补李硕勋、龙大道、张静三、曹晓时为常委，陈兆龙为委员。由于卓兰芳在浙西兼任特委书记，一时不能到任，由龙大道代理省委书记职务。5月底，卓兰芳到职任省委书记。10月，卓兰芳提出辞职，省委书记由李硕勋代理，卓兰芳、曹晓时、张静三、龙大道、刘峻山、周志康、徐英先后为常委，陈兆龙为委员。刘峻山任宣传委员会书记兼秘书长，李硕勋任军事委员会书记，周志康任职工运动委员会书记。
1928年11月，中共浙江省委第五十次会议决定，拟于12月底召开党的代表大会，并通过了新的省委组成名单，于11月20日呈报中共中央审批。中共中央于12月8日致信省委，指出：根据浙江的工作情况，不必召开党代会；对省委提出的新的省委名单，批准正式委员9人，候补委员6人；省委书记由中央指派，在中央未派来之前，由省委在9位常务委员中选一很好的工人同志为代理书记。12月29日，省委对中央批复的2名候补常委和3名候补委员，后有调整，候补常委钱中禄、陈高设调整为候补委员；候补委员郑馨、俞阿炳递补为候补常委；撤销寿松涛候补委员职务委。组成人员为：常委李硕勋、卓兰芳、周志康、徐英，候补常委刘峻山、康平、郑馨、俞阿炳，候补委员严汝清、邱福祥、王金姆、钱设；书记待中央指派。
1929年1月16日，中共浙江省委召开扩大会议，通过了政治、组织、职运、农运4个决议案，并改组了省委，徐英任书记，徐英外出巡视期间书记职务由罗学瓒代理；康平、周志康为常委，卓兰芳、李硕勋为委员。省委扩大会议后，书记徐英及部分省委领导到各地巡视，罗学瓒、康平、李硕勋、卓兰芳4人在杭州主持省委机关工作。2月，增补邵桂根、王金姆、郑馨为常委。李硕勋、卓兰芳、郑馨先后任秘书长，李硕勋兼任组织部部长，罗学瓒任宣传部部长，周志康任职工运动委员会书记，康平任军事委员会书记兼农民运动委员会书记。3月，卓兰芳、李硕勋、周志康离职。
由于中共浙江省委机关屡遭破坏，无法统一领导全省工作，中共中央认为有必要改变这种组织形式。1929年4月，中共中央召集中共浙江省委领导成员及各重要地域的负责人到上海，举行浙江工作会议。4月17日，浙江工作会议作出了《浙江问题决议案》，“决定暂时取消省委，加紧直达地方的巡视工作，划分六个中心县委，直属中央”；六个中心县委分别为杭州、宁波、永嘉、台州、湖州、兰溪。浙江省各县的党组织，分别由六个中心县委就近负责联系和指导；中央给浙北、浙东、浙西各派一名巡视员。浙江工作会议后，中共浙江省委即给各县委、各特支发了指示信，宣布“现时浙江省委自本月份起即停止职务”。

## 职责
根据《中国共产党地方委员会工作条例》，中国共产党地方委员会主要实行政治、思想和组织领导，承担下列职能：
1. 对本地区重大问题作出决策。
2. 通过法定程序使党组织的主张成为地方性法规、地方政府规章或者其他政令。
3. 加强对本地区宣传思想文化工作的领导，牢牢掌握意识形态工作领导权、话语权。
4. 按照干部管理权限任免和管理干部，向地方国家机关、政协组织、人民团体、国有企事业单位等推荐重要干部。
5. 支持和保证人大、政府、政协、法院、检察院、人民团体等依法依章程独立负责、协调一致地开展工作，发挥这些组织中党组的领导核心作用。
6. 加强对本地区群团工作和统一战线工作的领导。
7. 动员、组织所属党组织和广大党员，团结带领群众实现党的目标任务。

## 机构设置
根据《浙江省机构改革方案》，中国共产党浙江省委员会设置工作机关16个，工作机关管理的机关2个。中共浙江省委设置下列机构：
- 中共浙江省委办公厅

### 职能部门
- 中共浙江省委组织部
- 中共浙江省委宣传部
- 中共浙江省委统一战线工作部
- 中共浙江省委政法委员会

（省委组织部挂非公有制经济组织和社会组织工作委员会、省公务员局牌子。省委宣传部挂省精神文明建设指导委员会办公室、省人民政府新闻办公室、省新闻出版局（省版权局）、省电影局牌子。省委统一战线工作部挂省人民政府侨务办公室牌子。）

### 办事机构
- 中共浙江省委政策研究室
- 中共浙江省委全面深化改革委员会办公室
- 中共浙江省委网络安全和信息化委员会办公室
- 中共浙江省委机构编制委员会办公室
- 中共浙江省委军民融合发展委员会办公室
- 中共浙江省委台湾工作办公室
- 中共浙江省委信访局
- 中共浙江省委巡视工作领导小组办公室
- 中共浙江省委老干部局

（省委全面深化改革委员会办公室挂省最多跑一次改革办公室牌子。省委国家安全委员会办公室设在省委办公厅。省委全面依法治省委员会办公室设在省司法厅。省委外事工作委员会办公室设在省人民政府外事办公室。省委网络安全和信息化委员会办公室挂省互联网信息办公室牌子。省委财经委员会办公室设在省委政策研究室。省委军民融合发展委员会办公室挂省国防科技工业办公室牌子。省委审计委员会办公室设在省审计厅。省委教育工作领导小组秘书组设在省教育厅。省委农村工作领导小组办公室设在省农业农村厅。省委台湾工作办公室挂省人民政府台湾事务办公室牌子。）

### 派出机关
- 中共浙江省委直属机关工作委员会

（省委教育工作委员会与省教育厅合署办公，不计入机构限额。）

### 直属事业单位
- 中共浙江省委党校
- 浙江日报报业集团
- 浙江社会主义学院
- 中共浙江省委党史和文献研究室
- 浙江省档案馆

（省委党校挂浙江行政学院牌子。浙江日报报业集团挂《浙江日报》社牌子。浙江社会主义学院挂浙江中华文化学院牌子。省档案馆挂省档案局牌子。）

### 工作机关管理的机关
- 中共浙江省委机要局，由省委办公厅管理。
- 中共浙江省委保密委员会办公室，由省委办公厅管理。

（省委机要局挂省国家密码管理局牌子。省委保密委员会办公室挂省国家保密局牌子。）

## 历届组成人员
历届负责人
| 姓名   | 籍贯       | 在任时间               | 曾任最高职务                                                                | 备注 |
| ------ | ---------- | ---------------------- | --------------------------------------------------------------------------- | --- |
| 谭震林 | 湖南攸县   | 1949年5月－1952年9月   | 中共中央政治局委员 国务院副总理 全国人大常委会副委员长 中央顾问委员会副主任 | 1983年9月30日在北京逝世                                                                                      |
| 谭启龙 | 江西永新   | 1952年9月－1954年8月   | 中顾委委员 中共四川省顾委主任                                               | 第一书记 2003年1月22日在济南逝世                                                                             |
| 江 华  | 湖南江华   | 1954年8月－1967年1月   | 最高人民法院院长 中顾委常委                                                 | 1956年7月以后称第一书记 1999年12月24日在杭州逝世                                                             |
| 龙 潜  | 江西永新   | 1967年1月－1967年8月   | 济南军区副政治委员 少将军衔                                                 | 军管会主任 1992年12月13日在南京逝世                                                                          |
| 南 萍  | 山东长山   | 1967年8月－1973年5月   | 中共第九届中央委员 少将军衔                                                 | 初期至1970年8月为军管会主任，1970年8月至1971年1月 为党的核心小组组长，之后为第一书记 1989年2月18日在杭州逝世 |
| 谭启龙 | 江西永新   | 1973年5月－1977年2月   | 中顾委委员 中共四川省顾委主任                                               | 第一书记 2003年1月22日在济南逝世                                                                             |
| 铁 瑛  | 河南南乐   | 1977年2月－1983年3月   | 中顾委委员 中共浙江省顾委主任                                               | 第一书记 2009年2月6日在杭州逝世                                                                              |
| 王 芳  | 山东新泰   | 1983年3月－1987年3月   | 国务委员 公安部部长                                                         | 2009年11月4日在杭州逝世                                                                                      |
| 薛 驹  | 山西运城   | 1987年3月－1988年12月  | 中共浙江省顾委主任 第八届全国人大常委                                       | 2024年1月12日在杭州逝世                                                                                      |
| 李泽民 | 四川苍溪   | 1988年12月－1998年9月  | 浙江省人大常委会主任                                                        | 曾任辽宁省委副书记兼沈阳市委书记                                                                             |
| 张德江 | 辽宁台安   | 1998年9月－2002年11月  | 中共中央政治局常委 第十二届全国人大常委会委员长                             | 曾任吉林省委书记、广东省委书记、国务院副总理、重庆市委书记                                                   |
| 习近平 | 陕西富平   | 2002年11月－2007年3月  | 现任中共中央总书记 中华人民共和国主席 中央军委主席                          | 前全国人大常委会副委员长习仲勋之子                                                                           |
| 赵洪祝 | 内蒙古宁城 | 2007年3月－2012年11月  | 中共中央书记处书记 中央纪律检查委员会副书记                                 | 曾任中央纪委常委 中央组织部常务副部长                                                                        |
| 夏宝龙 | 天津       | 2012年12月－2017年4月  | 十三届全国政协副主席 全国政协秘书长                                         | |
| 车 俊  | 安徽巢湖   | 2017年4月－2020年8月   | 浙江省人大常委会主任                                                        | |
| 袁家军 | 吉林通化   | 2020年9月－2022年12月  | 现任中共中央政治局委员 重庆市委书记                                         | |
| 易炼红 | 湖南涟源   | 2022年12月－2024年10月 |                                                                             | |
| 王 浩  | 山东单县   | 2024年10月－           | 现任浙江省委书记                                                            | |

第十三届省委（2012年6月-2017年6月）
- 书记：赵洪祝（-2012年11月）、夏宝龙（2012年12月-2017年4月）、车俊（2017年4月-）
- 副书记：夏宝龙（-2012年12月）、李强（-2017年2月）、王辉忠（2013年4月-2016年10月）、袁家军（2016年10月-）、车俊（2016年6月-2017年4月）、唐一军（2017年4月-）
- 常务委员：赵洪祝（-2012年11月）、夏宝龙（-2017年4月）、李强（-2017年2月）、任泽民（-2017年4月）、王辉忠（-2016年10月）、黄坤明（-2013年10月）、葛慧君（女）、蔡奇（-2014年3月）、刘力伟（-2016年1月）、龚正（-2015年7月）、陈德荣（-2014年8月）、王新海、赵一德、刘奇（2013年4月-2016年2月）、胡和平（2013年11月-2015年4月）、袁家军（2014年8月-）、陈一新（2014年12月-2015年11月）、廖国勋（2015年4月-2016年12月）、陈金彪（2016年1月-）、王永康（2016年1月-2016年12月）、车俊（2016年6月-）、唐一军（2016年8月-）、徐加爱（2016年10月-）、任振鹤（土家族）（2017年2月-）、刘建超（2017年4月-）、冯飞（2017年4月-）

第十四届省委（2017年6月-2022年6月）
- 书记：车俊（-2020年8月）、袁家军（2020年8月-）
- 副书记：袁家军（-2020年8月）、唐一军（-2017年10月）、郑栅洁（2018年5月-2021年9月）、黄建发（2021年6月-）、王浩（2021年9月-）
- 常务委员：车俊（-2020年8月）、袁家军、唐一军（-2017年10月）、葛慧君（女）（-2018年5月）、赵一德（-2018年3月）、刘建超（-2018年4月）、任振鹤（土家族）（-2019年7月）、陈金彪、徐加爱（-2017年9月）、冯飞（-2020年12月）、周江勇（-2021年8月，因严重违纪违法被查）、冯志礼（-2017年7月）、熊建平（2017年11月-2021年6月）、王昌荣（2017年12月-）、郑栅洁（2017年12月-2021年9月）、王新海（2018年2月-2018年5月）、黄建发（2018年7月-）、朱国贤（2018年10月-2021年11月）、冯文平（2019年1月-2021年6月）、陈伟俊（2019年7月-2021年6月）、许罗德（2019年9月-）、彭佳学（2021年1月-）、陈奕君（2021年4月-）、修长智（2021年6月-）、刘小涛（2021年8月-）、王浩（2021年9月-）、刘捷（2021年12月-）、王成（2022年3月-）、王纲（2022年4月-）、邱启文（2022年5月-）

第十五届省委（2022年6月至今）
- 书记：袁家军（-2022年12月）、易炼红（2022年12月-2024年10月）、王浩（2024年10月-）
- 副书记：王浩（-2024年10月）、黄建发（-2023年3月）、刘捷（2023年10月-）
- 常务委员：袁家军（-2022年12月）、王浩、黄建发（-2023年3月）、刘捷、许罗德（-2022年10月）、彭佳学、王成、陈奕君（女）（-2023年5月）、刘小涛（-2023年10月）、徐文光、邱启文、王纲（-2023年4月）、傅明先（2022年10月-）、夏俊友（2022年10月-2024年1月）[6]、易炼红（2022年12月-）、王成国（2023年4月-）、赵承（2023年6月-）、王文序（女）（2023年11月-）、孫文舉（2024年1月-）、刘非（2025年4月-）、杨荫凯（2025年4月-）